# Synodontium narragansettense
Synodontium narragansettense är en rundmaskart som beskrevs av Stephen Donald Hopper 1962. Synodontium narragansettense ingår i släktet Synodontium och familjen Axonolaimidae. Inga underarter finns listade i Catalogue of Life.